# Zdzisław Drewka
Zdzisław Drewka (ur. 17 listopada 1923 w Zbąszyniu, zm. 21 marca 2003) – polski mechanik i polityk, poseł na Sejm PRL IV kadencji.

## Życiorys
Uzyskał wykształcenie średnie, z zawodu technik mechanik. Był kierownikiem oddziału w Zaodrzańskich Zakładach Przemysłu Metalowego im. Marcelego Nowotki w Zielonej Górze. Należał do Polskiej Zjednoczonej Partii Robotniczej, w 1965 z jej ramienia uzyskał mandat posła na Sejm PRL IV kadencji z okręgu Zielona Góra. W Sejmie pracował w Komisji Gospodarki Handlu Wewnętrznego oraz w Komisji Przemysłu Ciężkiego, Chemicznego i Górnictwa.
Odznaczony Srebrnym i Złotym Krzyżem Zasługi.
Pochowany na Starym Cmentarzu w Zielonej Górze.